# Vidette
Vidette es una ciudad ubicada en el condado de Burke en el estado estadounidense de Georgia. En el año 2000 tenía una población de 112 habitantes.

## Geografía
Vidette se encuentra ubicada en las coordenadas 33°2′13″N 82°14′55″O / 33.03694, -82.24861 (33.037027, -82.248589).
Según la Oficina del Censo, la localidad tiene un área total de 2,5 km² (1 mi²), de la cual 2,5 km² (1 mi²) es tierra y 0 km² (0 mi²) (0.00%) es agua.

## Demografía
Según la Oficina del Censo en 2000 los ingresos medios por hogar en la localidad eran de $11,500, y los ingresos medios por familia eran $15,000. Los hombres tenían unos ingresos medios de $70,625 frente a los $26,250 para las mujeres. La renta per cápita para la localidad era de $13,231. 